# جبال الألب سيسفيينا
جبال الألب سيسفيينا هي سلسلة جبلية في جبال الألب في شرق وغرب سويسرا وشمال إيطاليا.